# Autopista AP-1
L'autopista AP-1, chiamata anche autopista del Norte, è un'autostrada della Spagna che va dalla città di Burgos alla giunzione con la AP-8 presso la località di Eibar, nella provincia di Gipuzkoa.
Nonostante l'iniziale pianificazione del percorso Burgos-Eibar, l'impresa concessionaria ultimò solo il tratto da Burgos a Armiñón, finché i governi di Gipuzkoa e Álava (ossia delle province attraversate dal tracciato da costruire) si accordarono per far ripartire i lavori. Questo secondo tratto è attualmente percorribile solo tra Mondragón ed Eibar, mentre la parte tra Vitoria e Mondragón sarà ultimata a fine 2008, cosicché il traffico deve essere sopportato dalla strada provinciale GI-627.

## Percorso
|  |  |

|  |  |

|  |  |